# 출루니 훌란
출루니 훌란(몽골어: Чулууны Хулан, 1985년 5월 30일 ~ )은 몽골의 배우이다.